# 리큐어

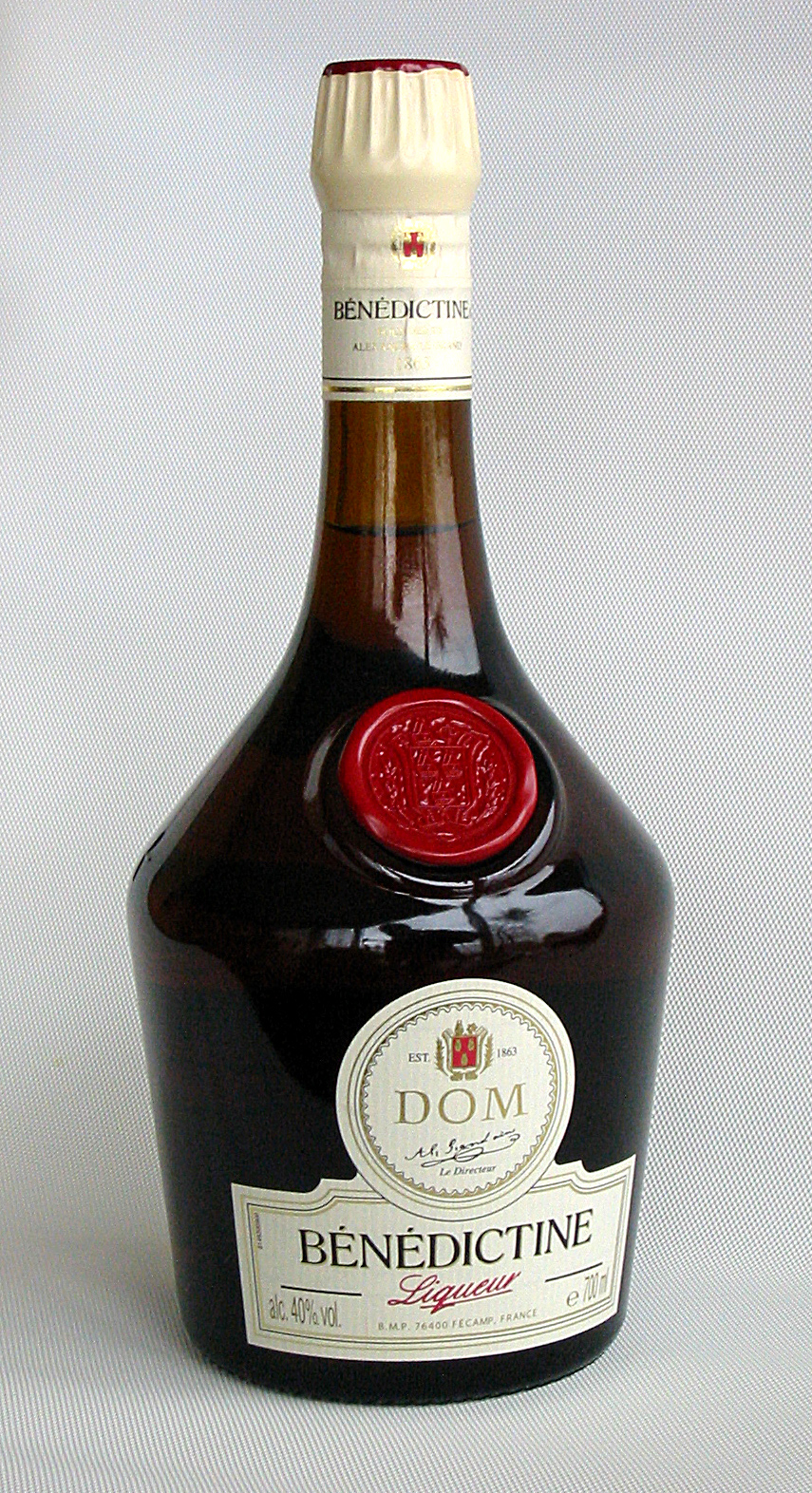
프랑스 전통 약초 리큐어인 베네딕틴

리큐어(liqueur)는 혼합주의 하나로 알코올에 설탕, 식물, 향료 등을 섞어 만든 술이다. 가장 인기 있는 향은 살구, 체리, 초콜릿, 오렌지, 복숭아, 페퍼민트이다. 당분이 2.5% 이상 들어 있고 도수는 13 ~ 55도까지 있으며, 색깔도 다양하다. 물을 섞지 않고 마시거나, 얼음만을 띄우기도 하고 칵테일로 만들어 마시기도 한다.

## 역사
무슬림 사회가 알콜 음료의 섭취를 금지함으로써 순수한 증류주를 만드는 기술이 아랍에서 더욱 발달하게 되었다는 사실은 역설적이다. 맥주, 와인, 기타 곡물로 빚은 술은 발명가인 거버(Gerber)가 9세기에 와인을 끓여 알코올이 함유된 증기를 추출해내는 증류기를 발명하기 전까지 세계 곳곳에서 음용되었다.
증류된 리큐어가 와인이나 맥주와 구별되는 것은 바로 증류과정에 있다. 기본적으로 리큐어 제조에는 네 가지 요소가 필요한데 이스트, 탄수화물, 발효과정, 그리고 증류과정이다. 탄수화물은 야채나 곡물에 들어있는 녹말이라면 무엇이든 사용이 가능하다. 또한 거의 대부분의 과당도 사용할 수 있다. 우선 이스트와 탄수화물은 발효과정에서 상호작용을 한다. 그리고 난 후에 발효된 액체를 증류하는 것이다. 리큐어는 일반적으로 와인이나 맥주보다 알코올 농도가 높은데, 이는 증류과정에서 에틸알코올 함유량이 증가하기 때문이다.
12세기 무렵에는 많은 지역과 국가에 특색 있는 증류주가 만들어졌다. 포도로 만든 이탈리아의 그라파(grappa), 프랑스의 오드비(eaux-de-vie), 귀리로 만든 아이리시 위스키와 스카치 위스키, 밀로 만든 네덜란드의 제네베르(jenever)와 영국의 진(gin), 쌀로 만든 일본의 사케, 감자로 만든 러시아의 보드카, 그리고 호밀로 만든 스웨덴의 악바비트(akvavit) 등이 그것이다.
알코올(alcohol)이란 단어는 아라비아어가 어원인데, 참고로 ‘al’은 정관사이고 단어의 나머지는 ‘영혼’을 의미하는 ‘gawl’에서 나왔을 것이라고 추정된다. 위에서 언급된 몇몇 술 이름에서 알 수 있듯이 ‘생명수(life water)’ 또한 일찍이 이 강렬한 음료에 흔하게 붙여졌던 이름이었다.
17~18세기에는 초기 미국을 포함한 많은 사회에서 술 마시는 것을 일상적인 생활의 한 부분으로 여겼다. 하지만 산업화가 한창 진행 중이던 19세기에 접어들면서부터는 음주가 나태와 방탕의 상징이 되어버렸다. 이렇게 알코올의 오용과 남용이 사회문제가 되었던 데에는 누구나 손쉽게 알코올을 접할 수 있을 만큼 갑자기 알코올 생산이 늘어난 것 또한 상당히 영향을 미쳤다. 사실 그 당시 대부분의 국가에서는 시민들에게 더 많이 일해서 생산을 늘릴 수 있도록 국가적인 노력을 기울이고 있었다.

## 같이 보기
- 아마로
- 디저트 와인
- 강화 포도주
- 슈납스
- 슬로 진

## 참고 자료
- 이 문서에는 다음커뮤니케이션(현 카카오)에서 GFDL 또는 CC-SA 라이선스로 배포한 글로벌 세계대백과사전의 내용을 기초로 작성된 글이 포함되어 있습니다.